# Carlo Sticotti
Carlo Sticotti (Udine, 9 aprile 1957) è un politico italiano.
È stato membro della Camera dei deputati nella XII Legislatura, dal 1994 al 1996.